# Marc Platt (ballerino)
Marc Platt, pseudonimo di Marcel Emile Gaston LePlat (Pasadena, 2 dicembre 1913 – San Rafael, 29 marzo 2014), è stato un ballerino, coreografo, attore e cantante da musical statunitense di origini francesi.

## Biografia
È noto per il ruolo di Daniel Pontipee nel film Sette spose per sette fratelli (1954) e per quello di "Dream" Curly nel cast originale del musical di Broadway Oklahoma! (1943). È apparso anche in un cameo nella versione cinematografica del 1955 del musical.
È stato un membro del Ballet Russe de Monte Carlo.

## Filmografia

### Cinema
- Benvenuti al reggimento! (You're in the Army Now), regia di Lewis Seiler (1943)
- Stanotte ed ogni notte (Tonight and Every Night), regia di Victor Saville (1945)
- Tars and Spars, regia di Alfred E. Green (1946)
- Bellezze in cielo (Down to Earth), regia di Alexander Hall (1947)
- When a Girl's Beautiful, regia di Frank McDonald (1947)
- Spade insanguinate (The Swordsman), regia di Joseph H. Lewis (1948)
- Addio Mimí!, regia di Carmine Gallone (1949)
- Sette spose per sette fratelli (Seven Brides for Seven Brothers), regia di Stanley Donen (1954)
- Oklahoma!, regia di Fred Zinnemann (1955)
- Quegli anni selvaggi (These Wilder Years), regia di Roy Rowland (1956)
- Ballets Russes, regia di Daniel Geller e Dayna Goldfine - documentario (2005)

### Televisione
- Studio One - serie TV, episodio 4x21 (1952)
- The Silent Service - serie TV, episodio 1x06 (1957)
- Sky King - serie TV, episodio 3x18 (1958)
- Le leggendarie imprese di Wyatt Earp  (The Life and Legend of Wyatt Earp) - serie TV, episodio 3x28 (1958)
- Richard Diamond (Richard Diamond, Private Detective) - serie TV, episodio 2x17 (1958)
- The Millionaire - serie TV, episodio 5x34 (1959)
- State Trooper - serie TV, episodio 3x26 (1959)
- Five Fingers - serie TV, episodio 1x11 (1959)
- Lock-Up - serie TV, episodio 1x30 (1960)
- Hotel de Paree - serie TV, episodio 1x30 (1960)
- Ispettore Dante (Dante) - serie TV, episodi 1x06-1x08 (1960)
- Matlock - serie TV, episodio 8x07 (1993)

## Teatro
- The Lady Comes Across, di Fred Thompson e Dawn Powell. 44th Street Theatre di New York (1942)
- Beat the Band, di George Marion Jr. e George Abbott. 46th Street Theatre di New York (1942)
- Oklahoma!, di Oscar Hammerstein II. Broadway theatre di New York (1943-1949)
- Maggie, di Hugh Thomas. National Theatre di New York (1953)